# Стоманци
Стоманци (болг. Стоманци) — село в Болгарии. Находится в Кырджалийской области, входит в общину Кирково. Население составляет 237 человек.

## Политическая ситуация
В местном кметстве Стоманци, в состав которого входит Стоманци, должность кмета (старосты) исполняет Хазел Мустафа Юсуф (Движение за права и свободы (ДПС)) по результатам выборов правления кметства.
Кмет (мэр) общины Кирково —  Шукран Кязим Идриз (Движение за права и свободы (ДПС)) по результатам выборов в правление общины.